# Manevră de forțe și mijloace
Manevra de forțe și mijloace  reprezintă o deplasare organizată și rapidă a unor unități militare pentru a lovi inamicul sau pentru a respinge atacul lui, fiind definită ca un ansamblu de acțiuni și combinații prin care se realizează gruparea oportună și avantajoasă a forțelor și mijloacelor, în scopul executării unor lovituri puternice asupra inamicului sau respingerii loviturilor acestuia.
Manevra este efectuată de formațiuni, unități, divizii, forțe și mijloace, prin lovituri gândite în prealabil.
Lovitura de manevră are loc simultan sau succesiv cu masarea (concentrându-se) supra celor mai importante obiective ale inamicului sau angajându-se în atacare mai multe obiecte, ulterior relocându-se asupra unor obiective noi.
Manevra determină creșterea puterii de luptă prin avantajul pozițional obținut ca urmare a dispunerii forțelor în punctele decisive pentru executarea sau amenințarea cu executarea focului prin ochire directă sau din poziții de tragere acoperite, masarea efectelor acțiunilor proprii, realizarea surprinderii, șocului psihologic și prezenței fizice și pentru obținerea dominației morale asupra inamicului.
Prin manevră, comandantul pune în mod continuu probleme inamicului, făcând ineficiente reacțiile acestuia și determinându-i înfrângerea. Obținute doar prin manevră, avantajul pozițional și tăria, date de prezența fizică a componentei terestre a forțelor armate, sunt unice și nu pot fi substituite cu alte elemente.